# Наррос-дель-Кастильйо
Наррос-дель-Кастильйо (ісп. Narros del Castillo) — муніципалітет в Іспанії, у складі автономної спільноти Кастилія-і-Леон, у провінції Авіла. Населення — 181 особа (2010).
Муніципалітет розташований на відстані близько 120 км на північний захід від Мадрида, 37 км на північний захід від Авіли.

## Демографія
Динаміка населення (INE ):